# Sinphjong
Sinphjong (hangul: 신평군, Sinphjong-kun, handzsa: 新坪郡, RR: Sinp'yŏng-kun, ’új síkság’) megye Észak-Koreában, Észak-Hvanghe (Hwanghae) tartományban. 1952-ben hozták létre Kokszan (Koksan) egyes területeiből és emelték megyei rangra.

## Földrajza
Délről Kokszan (Koksan) és Szuan (Suan), nyugatról Jonszan (Yŏnsan) és a Dél-Phjongan (P'yŏngan) tartománybeli Höcshang (Hoech'ang), északról a Dél-Phjongan (P'yŏngan) tartománybeli Sinjang (Sinyang) és Jangdok (Yangdŏk), keletről a Kangvon (Kangwŏn) tartománybeli Poptong (Pŏptong) és Phangjo (P'an'gyo) határolja.
Legmagasabb pontja az 1485 méter magas Haramszan (하람산; 霞嵐山, Haramsan).

## Közigazgatása
1 községből (up (ŭp)), 11 faluból (ri (ri)) és 2 munkásnegyedből (rodongdzsagu (rodongjagu)) áll:
| - Sinphjong-up (신평읍; 新坪邑, Sinp'yŏng-ŭp) - Mannjon-rodongdzsagu (만년로동자구; 萬年勞動者區, Mannyŏn-rodongjagu) - Mjongmi-rodongdzsagu (멱미로동자구; 覓美勞動者區, Myŏngmi-rodongjagu) - Koriszo-ri (거리소리; 巨利所里, Kŏriso-ri) - Koup-ri (고읍리; 古邑里, Koŭp-ri) - Namcshon-ri (남천리; 南川里, Namch'ŏn-ri) - Tedzsi-ri (대지리; 大地里, Taeji-ri) | - Toum-ri (도음리; 陶陰里, Toŭm-ri) - Miszong-ri (미송리; 眉松里, Misong-ri) - Szengjang-ri (생양리; 生陽里, Saengyang-ri) - Szogam-ri (석암리; 石岩里, Sŏgam-ri) - Szonam-ri (선암리; 仙岩里, Sŏnam-ri) - Cshurandzson-ri (추란전리; 楸蘭田里, Ch'uranjŏn-ri) - Phjonghva-ri (평화리; 平和里, P'yŏnghwa-ri) |

## Gazdaság
Sinphjong (Sinp'yŏng) megye gazdasága mezőgazdaságra, bányászatra és erdőgazdálkodásra épül.

## Oktatás
Sinphjong (Sinp'yŏng) megye egy bányaipari főiskolának, 21 általános és 21 középiskolának ad otthont.

## Egészségügy
A megye számos egészségügyi intézménnyel rendelkezik, köztük 1 megyei és 23 helyi kórházzal.

## Közlekedés
A megye közutakon a szomszédos helységek felől közelíthető meg. A megye vasúti kapcsolatokkal nem rendelkezik.